# Eutetranychus eliei
Eutetranychus eliei är en spindeldjursart som beskrevs av Gutierrez och Helle 1971. Eutetranychus eliei ingår i släktet Eutetranychus och familjen Tetranychidae. Inga underarter finns listade i Catalogue of Life.